# Masalia disticta
Masalia disticta är en fjärilsart som beskrevs av George Francis Hampson 1902. Masalia disticta ingår i släktet Masalia och familjen nattflyn. Inga underarter finns listade i Catalogue of Life.